# Sphecosoma meerkatzi
Sphecosoma meerkatzi är en fjärilsart som beskrevs av Embrik Strand 1915. Sphecosoma meerkatzi ingår i släktet Sphecosoma och familjen björnspinnare. Inga underarter finns listade i Catalogue of Life.